# ميغيل أنجيل غونزاليس (ملاكم)
ميغيل أنجيل غونزاليس (بالإسبانية: Miguel Ángel González)‏ مواليد 15 نوفمبر 1970 في المكسيك، هو ملاكم مكسيكي يصنف ضمن فئة وزن الوسط. شارك في دورة الألعاب الأولمبية الصيفية سنة 1988.

## إحصائيات
خاض خلال مسيرته 57 نزالا، فاز في 51 وتعادل في 1 وخسر في 5. فاز بالضربة القاضية في 40 نزالا.

## روابط خارجية
- ميغيل أنجيل غونزاليس على موقع بوكس ريك (الإنجليزية) (registration required)
- ميغيل أنجيل غونزاليس على موقع اللجنة الأولمبية الدولية (الإنجليزية)
- ميغيل أنجيل غونزاليس على موقع أوليمبيديا (الإنجليزية)